# Staten Island
Staten Island [ˌstætənˈaɪlənd] ⓘ ist eine Insel an der Ostküste der Vereinigten Staaten von Amerika. Die Insel bildet einerseits einen der fünf Stadtbezirke (Boroughs) von New York City und andererseits das Richmond County des Bundesstaates New York, zusammen mit einigen kleinen, unbewohnten Nebeninseln: Pralls Island (Westen), Isle of Meadows (Südwesten), Shooters Island (Norden, zum größten Teil), sowie die künstlichen Inseln Hoffman Island und Swinburne Island im Osten.

## Geographie
Staten Island (Richmond) liegt südwestlich von Manhattan und westlich des auf Long Island gelegenen Stadtteils Brooklyn. Im Norden befindet sich die Upper New York Bay und im Osten der Kanal The Narrows, der die Insel von Long Island trennt und die Lower New York Bay. Mit Brooklyn ist die Insel über die (in Richtung Staten Island) mautpflichtige Verrazzano-Narrows Brücke verbunden. Zwischen Staten Island und Manhattan verkehrt die kostenlose Staten Island Ferry für Fußgänger. Im Westen und Norden wird die Insel durch den schmalen Arthur Kill und den Kill Van Kull vom Bundesstaat New Jersey getrennt. Der Name Kill leitet sich vom niederländischen Wort für einen Kanal ab, den es in Varianten mehrfach in der Region gibt. Nach New Jersey führen die (in Richtung Staten Island) mautpflichtige Goethals Bridge, die Bayonne Bridge und die Outerbridge Crossing.
Die höchste Erhebung der Insel, der Todt Hill (125 m), ist auch zugleich der höchste Punkt der Stadt New York.

## Geschichte
Auf Staten Island wurden Funde der Clovis-Kultur gemacht, die auf eine 14.000 Jahre alte Besiedlung schließen lassen. 1520 waren die Expeditionsteilnehmer um Giovanni da Verrazzano die ersten Europäer, die Staten Island entdeckten. Von 1624 bis 1667 gehörte die Insel zur niederländischen Kolonie Nieuw Nederland und hieß Staaten Eylandt. Während dieser Zeit fand dort ein Krieg der niederländischen Siedler gegen die Ureinwohner statt, der Schweinekrieg. 1667 traten die Niederlande Staten Island im Vertrag von Breda an die Engländer ab, die Insel wurde Teil von Neuengland, bis 1776 die USA ihre Unabhängigkeit erklärten.
Im Jahr 1788 wurde die Insel in vier Städte gegliedert: Castleton (Nordosten), Northfield (Nordwesten), Southfield (Osten) und Westfield (Südwesten). 1860 wurde mit Middleton eine fünfte Stadt aus Teilen von Castleton und Southfield gebildet. Alle fünf Städte wurden aufgelöst, als Staten Island 1898 ein Stadtbezirk von New York wurde. Am 21. November 1964 wurde die Verrazzano-Narrows Brücke eröffnet, die die Insel mit Brooklyn verbindet, was in den folgenden Jahrzehnten zu einer starken Bevölkerungszunahme führte. Staten Island wurde 2012 vom Hurrikan Sandy hart getroffen; 24 Menschen starben.

### Karten

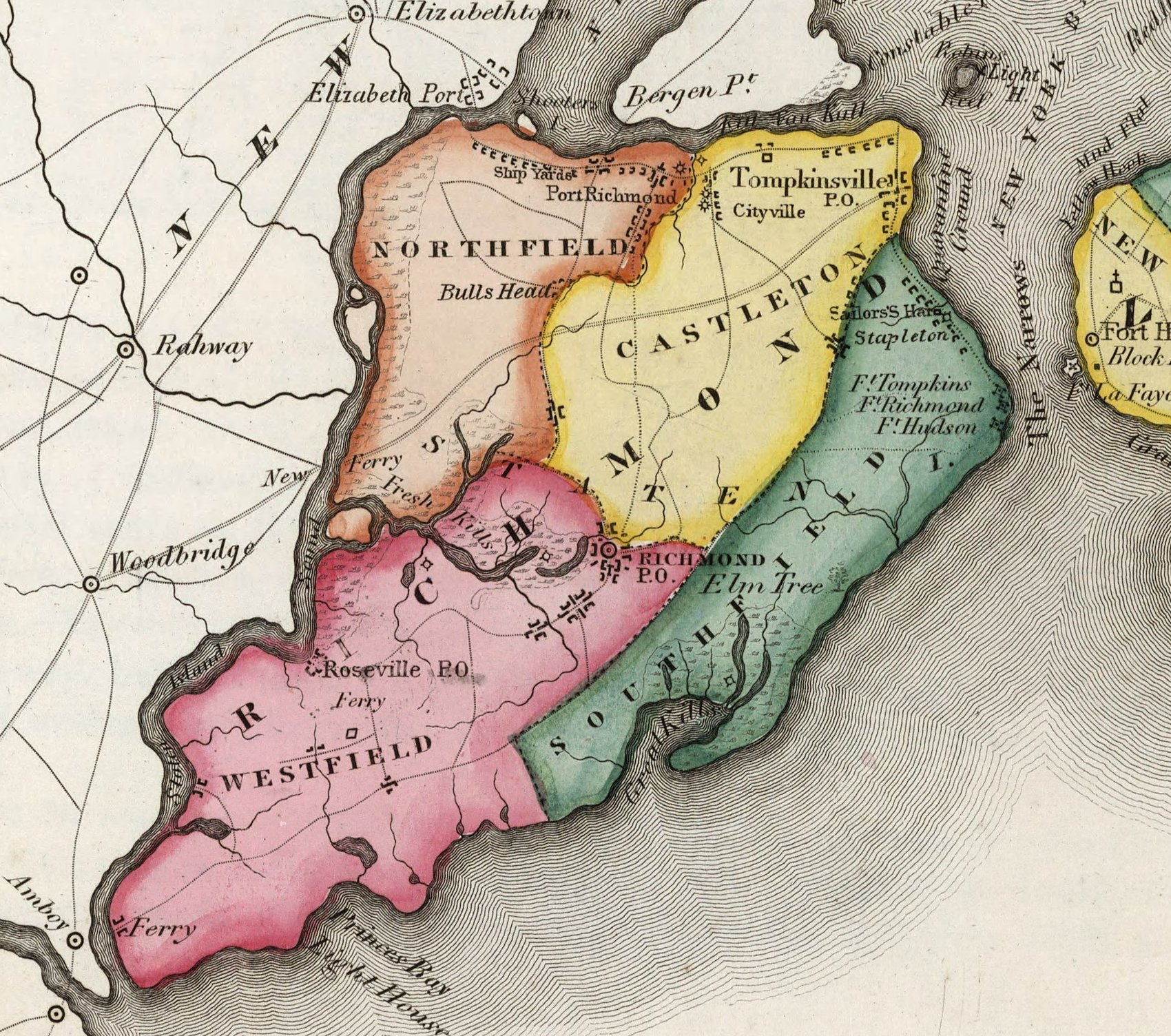
Die vier ursprünglichen Städte auf Staten Island (Karte von 1839)
Karte von Staten Island (1891), mit Gliederung in fünf Städte
Community Districts (mit Staten Island im Südwesten)

## Sehenswürdigkeiten

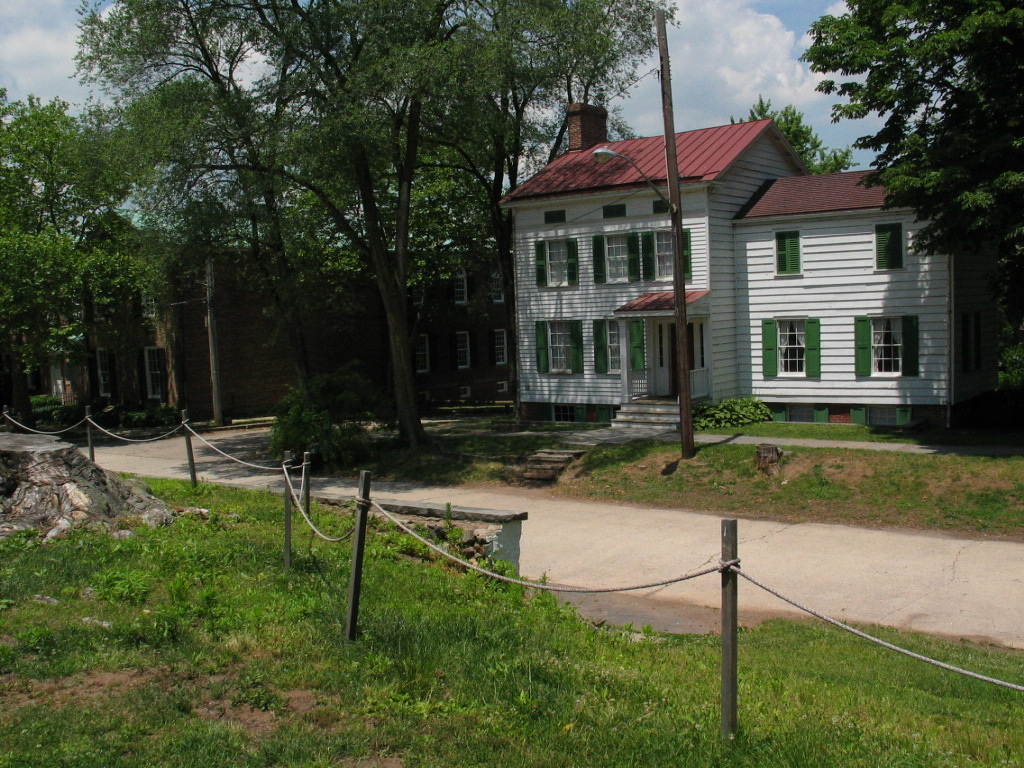
Die Historic Richmond Town liegt zentral auf Staten Island

Neben einigen sehenswerten Wohnhäusern aus dem 17. und 18. Jahrhundert befindet sich auf Staten Island unter anderem das Conference House aus dem Jahr 1680 und das Voorlezer's House aus dem Jahr 1695, die beiden ältesten noch erhaltenen Schulgebäude in den USA.
Die Historic Richmond Town ist eine historische Stadt und ein Museumskomplex im Stadtteil Richmondtown. Das Gelände umfasst über 30 historische Gebäude, die aus dem späten 17. Jahrhundert bis aus dem frühen 20. Jahrhundert stammen. Das Museum zeigt den kolonialen, amerikanischen Stil.
Es gibt viele Parks, wie den Staten Island Greenbelt im zentralen Teil der Insel sowie den Wolfe’s Pond Park, Great Kills Park und Conference House Park an der südlichen Küste. An der St. George Esplanade steht zum Gedenken an die Bewohner von Staten Island unter den Opfern der Terroranschläge vom 11. September 2001 das Mahnmal Postcards.
Die Staten Island Ferry verkehrt zwischen Staten Island und Manhattan an der Freiheitsstatue vorbei.

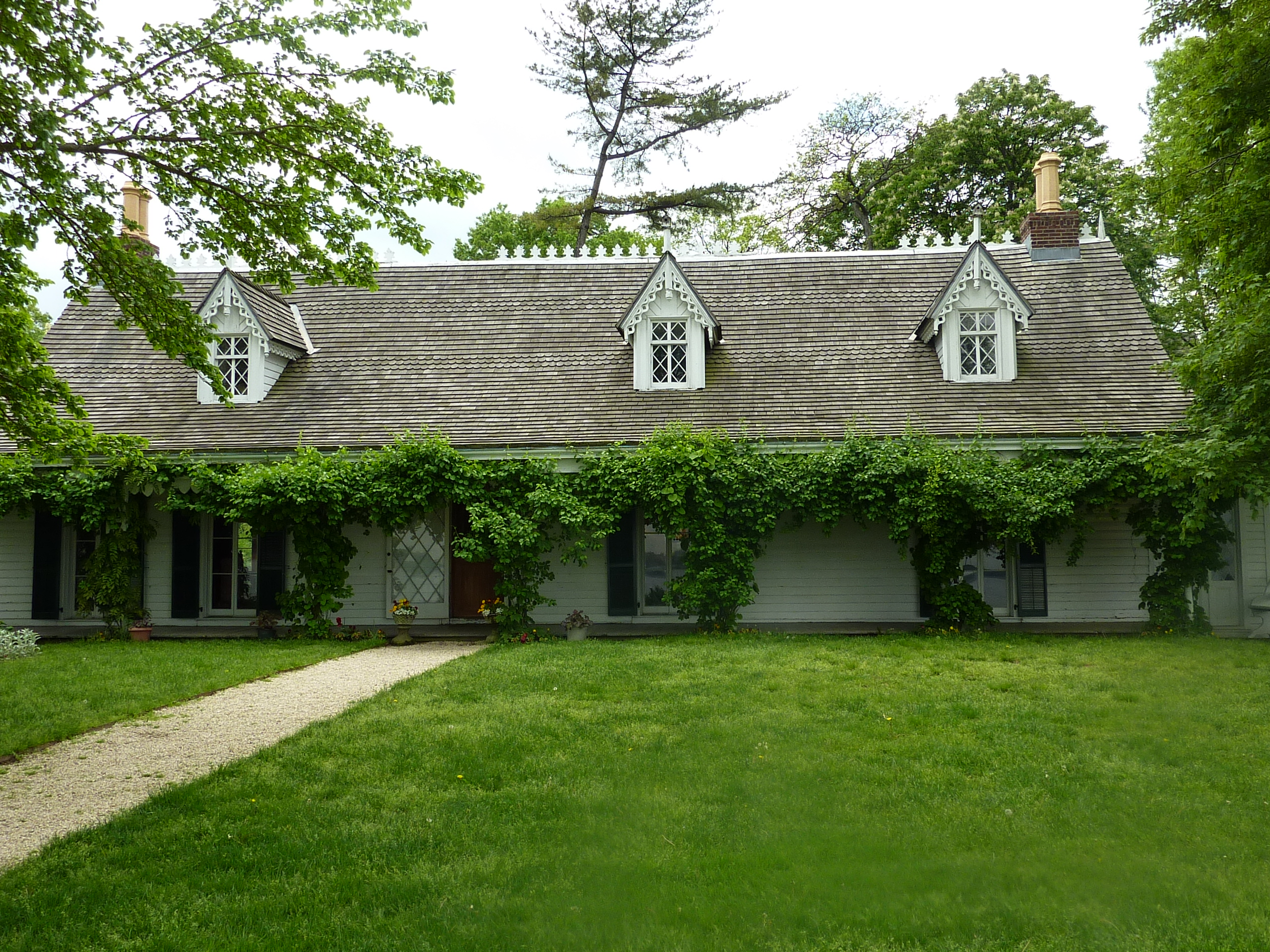
Das Alice Austen House (2011) ist eine von sechs National Historic Landmarks im County.

Im Alice Austen House sind Fotografien von Alice Austen (1866–1952) ausgestellt.
Sechs Orte haben den Status einer National Historic Landmark. 51 Bauwerke und Stätten des Countys sind insgesamt im National Register of Historic Places eingetragen (Stand 20. Februar 2018).

### Museen
- Garibaldi-Meucci Museum[9]
- Historic Richmond Town
- Jacques Marchais Museum of Tibetan Art
- Staten Island Museum

### Etymologie
Der Name stammt vom Niederländischen Staaten Eylandt („Ständeinsel“), nach den Staaten Generaal („Generalstaaten“), dem Parlament der damaligen Niederlande. Die Insel gehörte der damaligen Kolonie Neu-Amsterdam in Nieuw Nederland oder Nova Belgica.

## Bevölkerung, Wirtschaft und Bildung

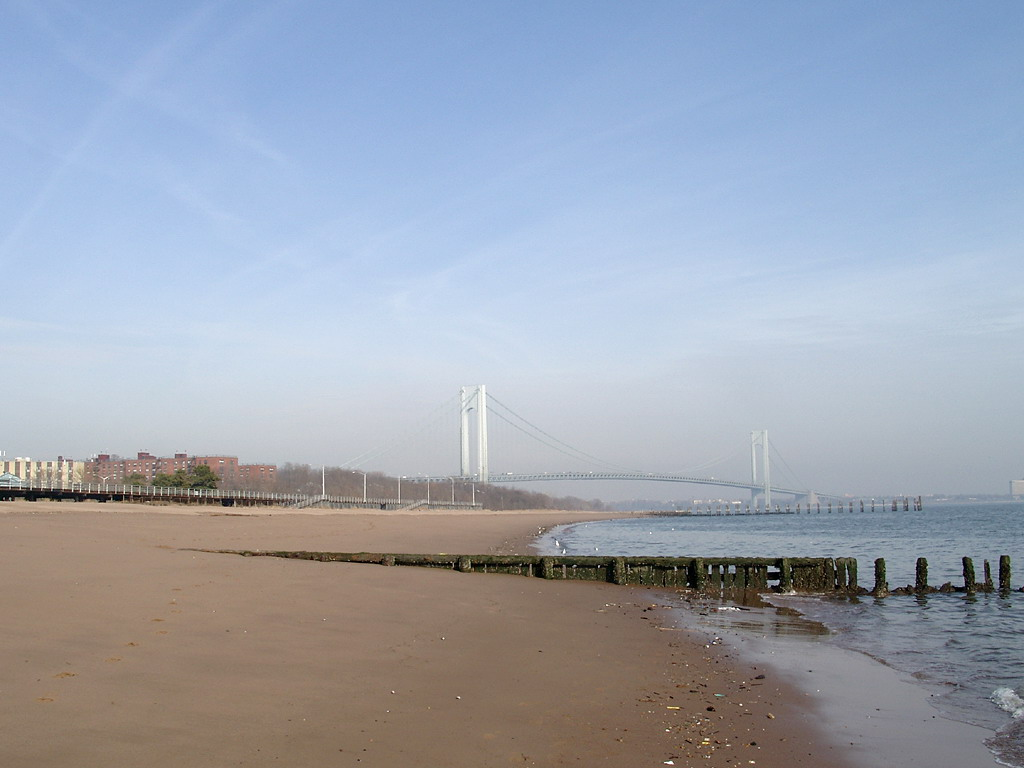
Strandansicht

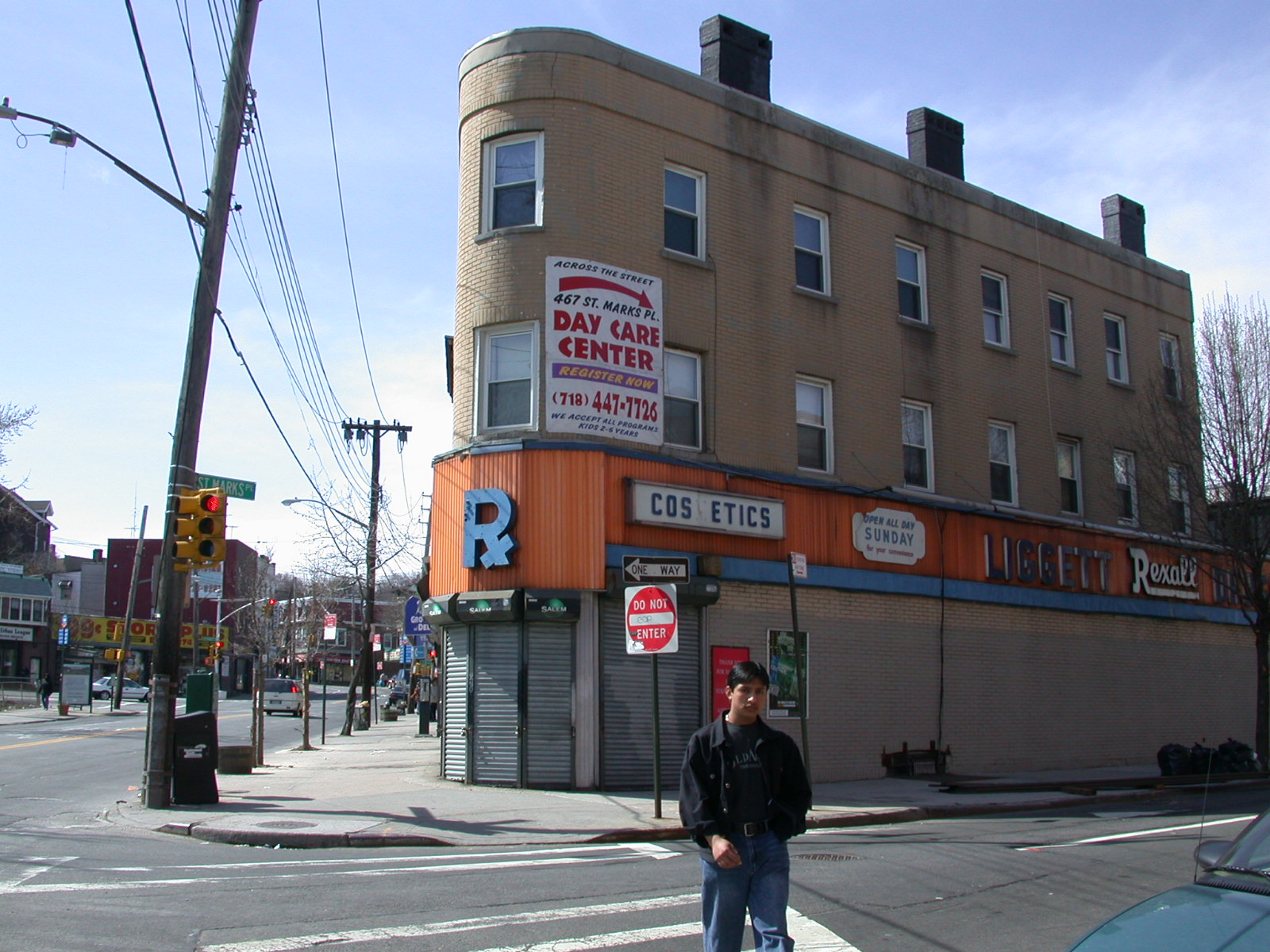
Straßenecke auf Staten Island

Staten Island ist mit einer Einwohnerzahl von rund 490.000 der bevölkerungsärmste Stadtbezirk von New York. Das Stadtbild mit Vorstadtcharakter wird von locker bebauten Wohngebieten und Grünanlagen geprägt.
Auf der Insel befinden sich bedeutende Schiffswerften und Erdölraffinerien, außerdem verschiedene Colleges und ein Campus der Saint John's University.

### Verkehr
Die Staten Island Ferry verbindet das St. George Terminal auf Staten Island mit dem Whitehall Terminal in Lower Manhattan. Die NYC Ferry betreibt seit 2021 mit der St. George-Route (SG) eine Fährverbindung zwischen dem St. George Terminal und der Westseite von Manhattan mit Fähranlegern in Battery Park City und Midtown West.
Im Stadtgebiet von New York ist Staten Island auf der Interstate 278 von Brooklyn aus über die Verrazano-Narrows Bridge erreichbar. Weitere Straßenverbindungen existieren nach New Jersey. Hier gelangt man über die Bayonne Bridge nach Bayonne, über die Goethals Bridge nach Elizabeth (Interstate 278) und über die Outerbridge-Crossing-Brücke nach Perth Amboy (NY 440).
Entlang der Ostküste der Insel verkehrt die Eisenbahnlinie Staten Island Railway. Die Midland Beach Railway Company betrieb um 1903 eine Miniatureisenbahn in Midland Beach.

### Mülldeponie
Seit 1948 liegt auf Staten Island die Fresh-Kills-Mülldeponie, die der Stadt New York für mehr als ein halbes Jahrhundert als zentrale Müllkippe diente. Die Deponie gehörte zu den größten künstlichen Erhebungen der Welt und war für ihre starken Ausgasungen von Methangas berüchtigt. Im März 2001 wurde sie nach zunehmenden Protesten geschlossen; 2003 begann die Renaturierung. Der Schutt des ursprünglichen durch Terroranschläge zerstörten World Trade Centers wurde ab 2001/2002 hier gelagert.

## Verwaltungsgliederung
Staten Island ist in drei so genannte „Community Districts“ gegliedert, die wiederum in 64 Neighborhoods (Stadtteile) gegliedert sind:
| Staten Island CD 1 | Staten Island CD 2 | Staten Island CD 3 |
| --- | --- | --- |
| - Arlington - Castleton Corners - Clifton - Concord - Elm Park - Fort Wadsworth - Graniteville - Grymes Hill - Livingston - Mariners Harbor - Meiers Corners - New Brighton - Port Ivory - Port Richmond - Randall Manor - Rosebank - Shore Acres - Silver Lake - St. George - Stapleton - Stapleton Heights - Sunnyside - Tompkinsville - Westerleigh - West New Brighton | - Arrochar - Bloomfield - Bulls Head - Chelsea - Dongan Hills - Egbertville - Emerson Hill - Grant City - Grasmere - Midland Beach - New Dorp - New Springville - Oakwood - Ocean Breeze - Old Town - South Beach - Todt Hill - Travis | - Annadale - Arden Heights - Bay Terrace - Charleston - Eltingville - Great Kills - Greenridge - Huguenot - Pleasant Plains - Prince’s Bay - Richmond Valley - Rossville - Tottenville - Woodrow |

Noch nicht zugeordnet:
- Brighton Heights
- Caliville
- Heartland Village
- Lighthouse Hill
- Manor Heights
- Richmondtown
- Rudolph Lake
- Tottenville Beach
- Ward Hill
- Willowbrook